# سوء الحظ والمتاعب (رواية)
الحظ السيئ والمتاعب (بالإنجليزية: Bad Luck and Trouble) هو الكتاب الحادي عشر في سلسلة جاك ريتشر من تأليف لي تشايلد. نُشر عام 2007، ومكتوب بصيغة ضمير الغائب.
العنوان مشتق من كلمات الأغنية للمغني ألبرت كينج "ولد في ظروف سيئة".
تجسّد الكتاب في الموسم الثاني من مسلسل ريتشر التلفزيوني على منصة أمازون برايم فيديو.

## ملخص القصة
بدأت القصة بإلقاء رجل مصاب بكسر في ساقيه من طائرة هليكوبتر تابعة لشركة ما من ارتفاع 3000 قدم فوق صحراء كاليفورنيا.
بعد سبعة عشر يومًا، ظهر ريتشر يتجول في بورتلاند بولاية أوريغون ويتابع حركة إيداع في حسابه البنكي. قامت فرانسيس نيجلي بإيداع مبلغ 1,030.00 دولارًا أمريكيًا، والذي يتعرف عليه ريتشر باعتباره رمز الجيش القديم، 10-30، الذي يرمز إلى المساعدة العاجلة المطلوبة. يلتقي ريتشر مع نيجلي في كاليفورنيا ويكتشفون وفاة كالفن فرانز، وهو واحد من تسعة أعضاء في فريق النخبة من المحققين السابقين في الجيش، والذي يتبين أن هناك من يطاردهم واحدًا تلو الآخر. وبعد عدم تلقي أيّ رد من أي شخص آخر، يقنع ريتشر نيجلي بإعادة الوحدة القديمة معًا.

## الشخصيات
- جاك ريتشر
- فرانسيس نيجلي
- ديف أودونيل
- كارلا ديكسون
- ألين لاميزون
- مارغريت بيرينسون - يُشار إليها أحيانًا باسم "سيدة التنين"
- كورتيس موني
- أزهري محمود - مشتري الأسلحة الإرهابي، المعروف أيضًا باسم أدريان ماونت، آلان ماسون، أندرو ماكبرايد، أنتوني ماثيوز

## الروابط الخارجية
- صفحة معلومات الحظ السيئ والمتاعب على الموقع الرسمي لـ Lee Child.